# Ramiro Ledesma Ramos
Ramiro Ledesma Ramos (Alfaraz de Sayago, Zamora, 23 de maig de 1905 - Aravaca, Madrid, 29 d'octubre de 1936) va ser escriptor, filòsof, periodista, ideòleg i fundador del nacional-sindicalisme.

## Estudis
Nascut en una família de mestres, es va llicenciar per la Universitat de Madrid en Filosofia, Lletres, Ciències Físiques i Matemàtiques. Va rebre a més a títol pòstum la llicenciatura en Dret, així com el reconeixement del règim franquista amb la Palma de Plata del Moviment. Deixeble de José Ortega y Gasset, va aprofundir en l'estudi del filòsof Martin Heidegger i va col·laborar, des de molt jove, en La Gaceta Literaria, d'Ernesto Giménez Caballero, i la Revista de Occidente.

## Participació Política
En el terreny polític, va articular les bases del Nacional-sindicalisme a Espanya, doctrina estatalista partidària de la planificació econòmica qualificada com a «sindicalisme nacional» o «feixisme d'esquerres», segons l'òptica emprada per a la seva anàlisi. Les seves tesis estan influïdes alhora per la línia ideològica de revolucionaris heterodoxos francesos i italians com Sorel i per alguns aspectes, pràcticament estètics, del sindicalisme anarquista.
Per a la seva difusió, de març a octubre de 1931 es va servir dels 23 números del setmanari La Conquista del Estado, reflex de la italiana La Conquista dello Stato. Immediatament després, havent creat les JONS i ja com a aliat d'Onésimo Redondo, Ledesma Ramos va començar un acostament a Falange Española, que el va conduir al triumvirat, per fusió d'ambdues formacions polítiques, de FE de las JONS al costat de Julio Ruiz de Alda i José Antonio Primo de Rivera al febrer de 1934. La unificació entre aquestes organitzacions va sorgir de la iniciativa del mateix Ledesma Ramos, assistent a l'acte fundacional de Falange Espanyola.

## Sortida de les JONS
No obstant això, Ledesma Ramos va ser expulsat de la formació el gener de 1935. La seva sortida va ser interpretada pels antics jonsistes com a fruit de la seva disconformitat amb l'evolució de FE de las JONS, pròxima al reformisme burgès i allunyada de la via revolucionària proletària que deien defensar els seus partidaris. Per la seva banda, l'ortodòxia falangista considera que el veritable motiu es trobava en el seu desacord en la no resposta violenta de FE-JONS als nombrosos atacs rebuts, principalment per part de les Joventuts Socialistes. En qualsevol cas, després de la seva sortida va portar a terme un intent fallit de reactivació de les JONS com a grup independent i es va mantenir clarament allunyat de Falange, malgrat que presentaria la seva ajuda a títol personal a José Antonio Primo de Rivera el 1936.
Esclatada la Guerra Civil espanyola, i detingut a la presó de Ventas per la seva suposada vinculació amb els revoltats, fou una de les víctimes del PCE en el cementiri d'Aravaca. Aquesta circumstància el va elevar al martirologi franquista, encara que el seu programa ideològic va quedar condemnat a l'ostracisme i inaplicat pel mateix règim.

## La seva mort
En el mes de juliol de 1936 va editar el primer i únic número de la revista Nuestra Revolución i, pocs dies després de l'aixecament militar contra la República, fou detingut i ingressat en la presó de Ventas, d'on va ser tret, juntament amb Ramiro de Maeztu, per a ser afusellat a Aravaca el 29 d'octubre de 1936. Existeix un testimoniatge d'un dels seus companys de presó, que afirma que va sofrir tortures físiques i psicològiques abans de morir.

## Obres
- ¿Fascismo en España?
- Discurso a las juventudes de España (obra capital de Ramiro Ledesma Ramos).
- El Quijote y nuestro tiempo (assaig).
- El sello de la muerte (novel·la).
- Ideas. El escepticismo y la vida.